# チャンパーワットの人食いトラ

チャンパーワットの人食いトラ

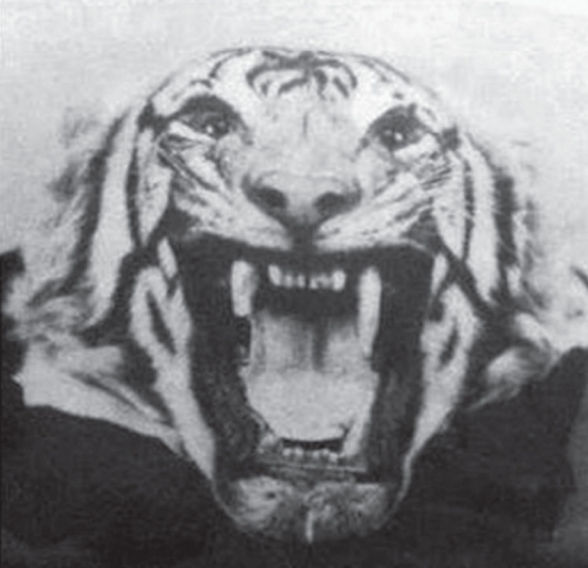
チャンパーワットの人食いトラ

チャンパーワットの人食いトラ（チャンパーワットのひとくいトラ）は、19世紀の末から20世紀の初めにかけてインドとネパールで少なくとも436人を殺害したと言われる1頭のベンガルトラである。

## 概要
この犠牲者の数は、単独の猛獣による獣害事件としては史上最悪のものとしてギネス世界記録に認定されている。
ネパールとインドのクマーウーン地方で少なくとも7年間にわたって人間を捕食し続け、最終的には1907年にジム・コルベットによって射殺された。

## 経緯
ヒマラヤ山脈に近いネパールで、1900年頃からジャングルを行く人々が何者かに待ち伏せされて襲われるようになり、何十人もが犠牲になった。付近の住民たちは一連の事件を悪魔の仕業であるとか、神の祟りであるなどと噂するようになった。しかし、逃げ延びた生存者の証言などから、1頭のトラが犯人であるとわかった。
このトラを狩るためにハンターが送り込まれたが成果はなかった。犠牲者が200人を越えた頃、ネパール政府は国軍（Nepalese Army）の投入を決定した。国軍はトラを捕獲することも射殺することもできなかったが、トラをネパールから追い出すことには成功した。
逃げたトラは、ネパールとインドの国境になっているシャールダー川を渡ってインドに入り、クマーウーン地方で人間を襲い始めた。トラは以前よりも大胆になり、真っ昼間から村の近くを徘徊して人間を殺すようになった。地元の住民たちは恐怖のあまり、森の中からトラの唸り声が聞こえただけで職場を放棄するようになり、この地方の住民生活にも支障をきたすようになった。
1907年に、このトラはイギリス人のハンターであるジム・コルベットによって射殺された。トラはチャンパーワットの町で16歳の少女を殺して食べた際に、血痕と足跡を残していった。コルベットはその血の跡を追跡したのである。コルベットはトラを発見して射殺した。この大手柄は300人ほどの住民によって確認された。トラの死体を検分したところ、性別はメスで、全長は約2メートル50センチ、右側の犬歯が上下とも折れていて、上側の犬歯は半分しかなく、下側の犬歯は根本から失われていた。コルベットは「このトラは何らかの事故で犬歯を半分失ったため、満足に野生動物を狩ることができなくなり、力の弱い人間を襲って食べるようになったのだろう」と推測している。このトラの犬歯が折れた原因は不明であるが、ネパールに住んでいた時にハンターに撃たれたことによるとする説もある。
このトラによる犠牲者は少なくとも436名を数えたが、これはあくまでもはっきり記録の残っている者の数だけであり、実際の犠牲者の数はもっと多かったであろうと考えられている。

## その後
チャンパーワットの町では、Lohaghatの町に向かうChataar橋のたもとに、トラを仕留めた場所を示す記念碑がある。コルベットは、このトラをめぐる一連の物語を『クマーウーンの人喰虎』(Maneaters of Kumaon) として1944年に出版した。
なお、コルベットはこの人食いトラを射殺した後、1910年にも同じくインドのパナールで少なくとも400人の人間を殺したと言われる人食いヒョウを射殺することに成功している。

## 関連文献
- Mills, Stephen (2004). Tiger. Firefly Books. ISBN 978-1-55297-949-5. OCLC 57209158
- Corbett, Jim (1944). Man-Eaters of Kumaon. Bombay: Oxford University Press
- Mason, Paul (2007). The world's most dangerous animals. Chicago: Raintree. ISBN 978-1-4109-2485-8
- Mishra, Hemanta; Ottaway, Jr, Jim (2010). Bones of the Tiger: Protecting the Man-Eaters of Nepal. Globe Pequot. ISBN 978-1-59921-491-7